# Zdenĕk Radslav Dittrich
Zdenĕk Radslav Dittrich (Bratislava, 11 december 1923 – Zeist, 24 december 2015) was een Nederlands hoogleraar Oost-Europese geschiedenis.
Na het gymnasium ging Dittrich geschiedenis en wijsbegeerte studeren in Praag. Na de Praagse Coup van 1948 vluchtte hij naar Nederland, waar hij een van de eerste asielzoekers was die vanuit het toenmalige Tsjecho-Slowakije naar Nederland kwam. Hij verloor als straf voor zijn vlucht zijn nationaliteit en kon lange tijd niet terug naar zijn geboorteland. In Nederland werd hij de eerste student die een beurs kreeg van het Universitair Asiel Fonds (UAF) en ook de eerste die met die beurs afstudeerde.
Na zijn promotie (1951, "Hitlers weg naar de macht") aan de Universiteit Utrecht werd Dittrich er hoogleraar Oost-Europese geschiedenis. Hij schreef een groot aantal boeken over Oost-Europa, waarvoor hij in 2010 de Gratias Agit Award van de Tsjechische regering ontving.
Dittrich was getrouwd met de uit Huijbergen afkomstige Juul van Agtmaal en vader van Heluska Dittrich en D66-politicus Boris Dittrich.